# Temporitzador d'ampliadora

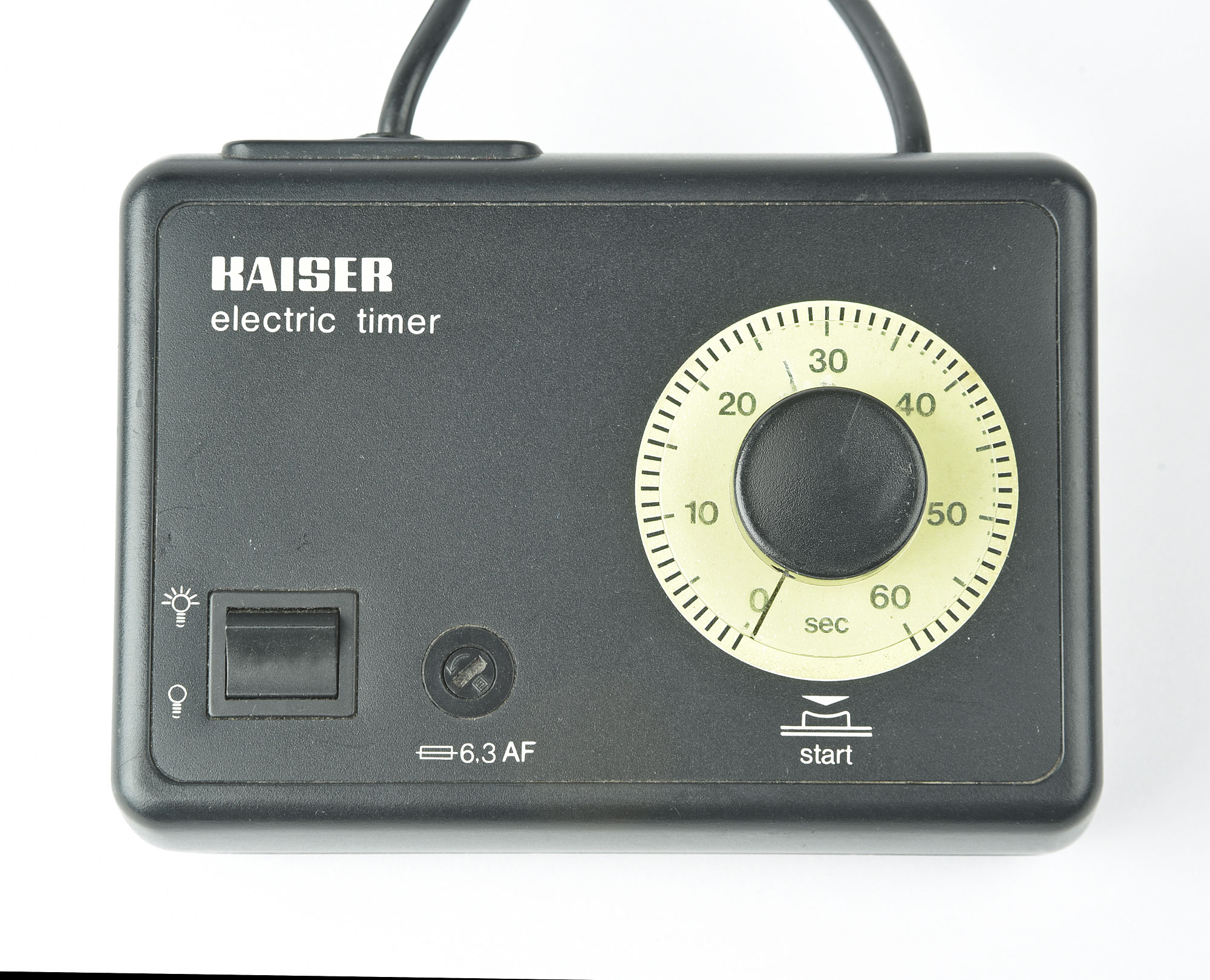
Timer-Analitzador electrònic

Un temporitzador d'ampliadora, temporitzador de laboratori fotogràfic o temporitzador de cambra fosca és un dispositiu que s'utilitza en fotografia per al cronometratge dels processos d'ampliació de negatius sobre paper o per fer-los a qualsevol escala. És un dispositiu al qual es connecta l'ampliadora de laboratori fotogràfic per aconseguir que la durada de les exposicions de fotografies sobre paper sensible es puguin dur a terme amb gran precisió.Quan ha transcorregut el temps seleccionat, es desconnecta l'ampliadora o es fa sonar una alarma, perquè la desconnecti el fotògraf.
Inicialment eren rellotges convencionals i més tard van ser substituïts per equips íntegrament electrònics.

## Funcionament
Després d'especificar un període, la font d'alimentació de l'ampliadora s'activa durant el temps desitjat amb només prémer un botó, realitzant així un procés d'exposició exacte i reproduïble. L'interval de temps seleccionable sol ser d'1/10 de segon a un o més minuts. La majoria dels temporitzadors d'exposició també tenen un interruptor de llum contínua, que és especialment útil per enquadrar i enfocar. Depenent de la versió, el cicle de treball desitjat s'estableix mitjançant un dial mecànic amb escala o una disposició de polsadors juntament amb una pantalla numèrica. Les variants més convenients permeten la preselecció de diverses vegades, que es poden cridar específicament amb el toc d'un botó.

## Mecànic

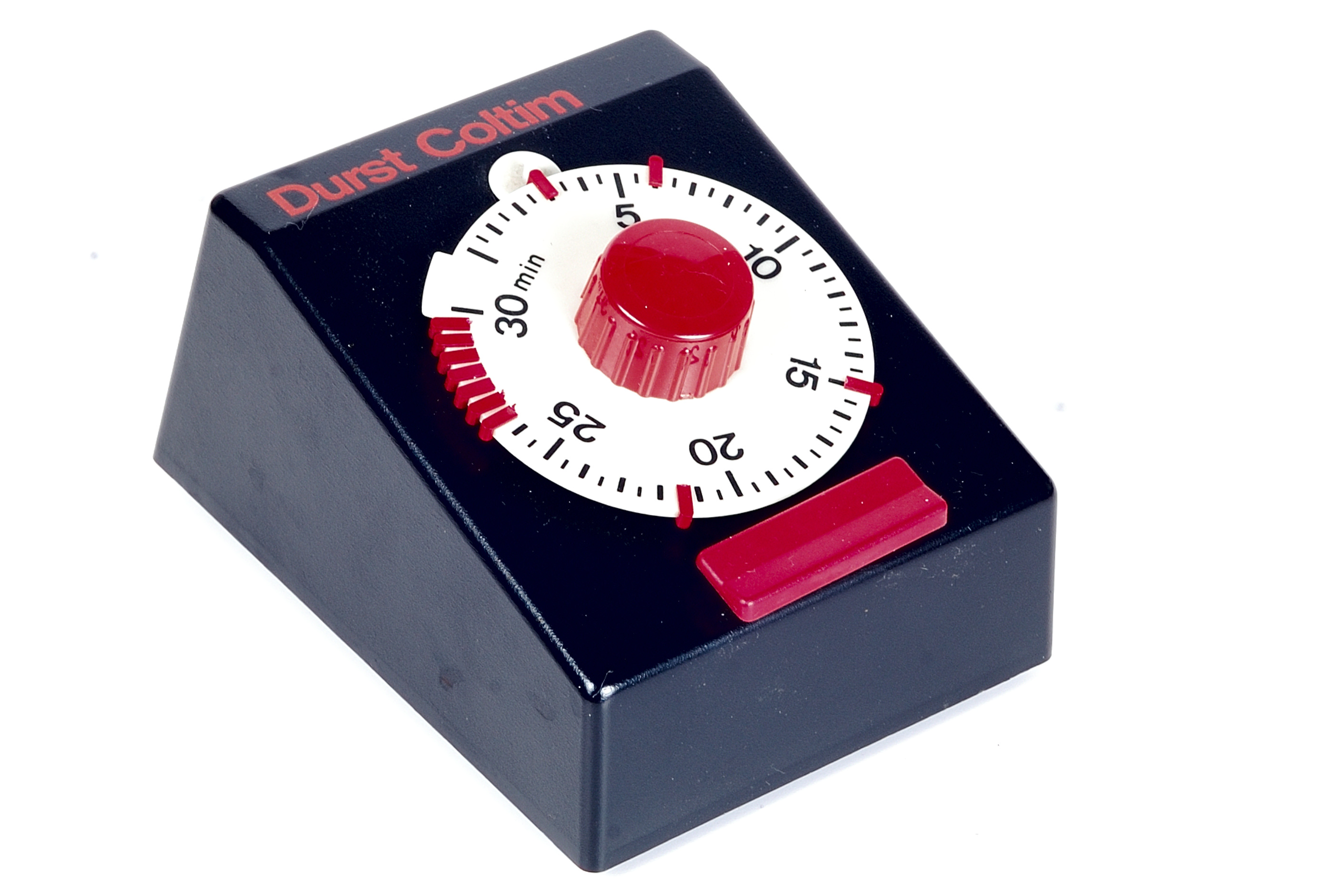
Durst digitimer

Rellotge d'ús mecànic per mesurar el temps. Els temporitzadors manuals solen configurar-se girant un dial a l'interval de temps desitjat, girant el dial emmagatzema energia en un ressort principal per fer funcionar el mecanisme. Funcionen de manera semblant a un despertador mecànic, l'energia del ressort principal fa que un volant d'equilibri giri cap endavant i cap enrere. Cada gir de la roda allibera el tren d'engranatges que avança una petita quantitat fixa, fent que el dial es mogui constantment cap enrere fins que arriba a zero i llavors es desconnecta l'ampliadora o bé un braç de palanca colpeja una campana fent sonar l'alarma. El temporitzador mecànic d'ampliadora es va inventar als anys 20 regulat per un estabilitzador que gira contra la resistència de l'aire.

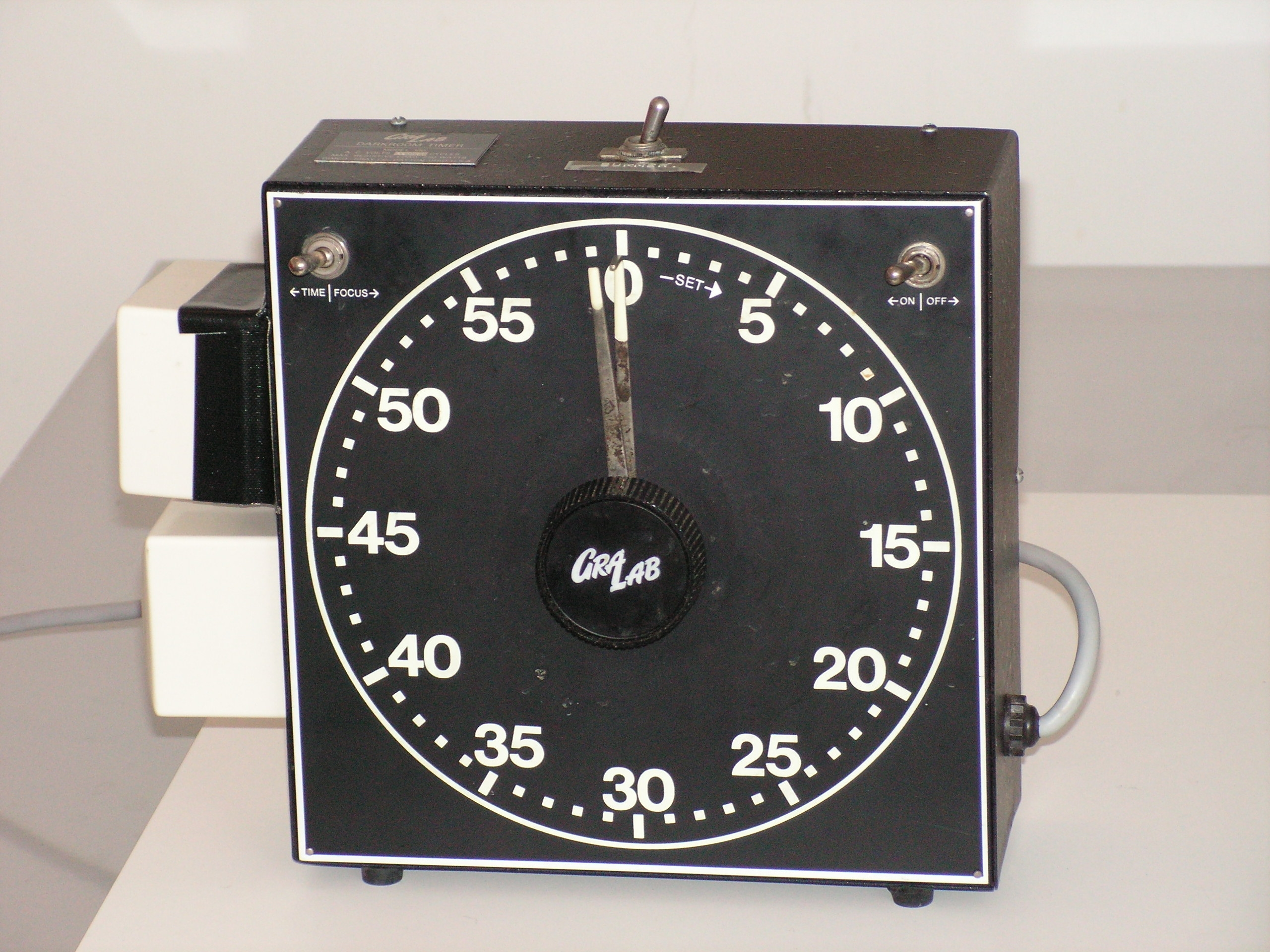
Gra-Lab timer electromecànic.

## Electromecànic
Els temporitzadors electromecànics de curt període per a ampliadora utilitzen un mecanisme mogut per un motor síncron de corrent altern sense cap tipus de circuit electrònic. Quan ha transcorregut el temps seleccionat, es desconnecta l'ampliadora mitjançant el relé que l'ha mantingut encesa.
El corrent elèctric alimenta el motor síncron que sent solidari d'uns engranatges desmultiplicadors fa girar la maneta dels segons una volta cada minut i simultàniament, la maneta dels minuts una volta cada hora, aconseguint així temporitzacions de fins a 60 minuts amb una precisió d'un segon.

## Electrònic

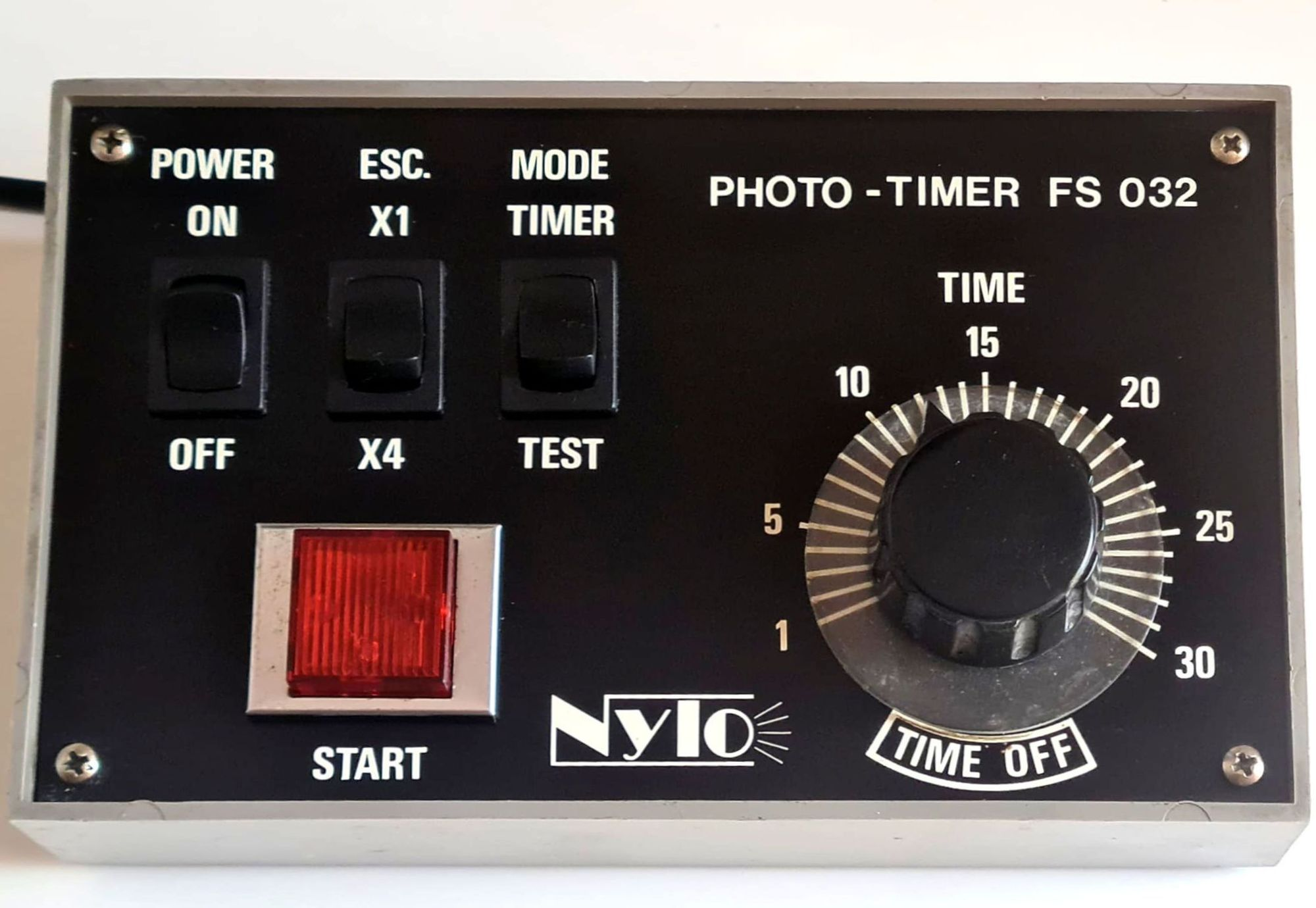
temporitzador d'ampliadora.

Temporitzadors electrònics són essencialment rellotges de quars amb electrònica especial i poden aconseguir una precisió més alta que els temporitzadors mecànics o electromecànics. Els temporitzadors electrònics tenen electrònica digital, però poden tenir una pantalla analògica o digital.
Els circuits integrats han fet que la lògica digital sigui tan barata que ara un temporitzador electrònic és menys car que molts temporitzadors mecànics i electromecànics. Els temporitzadors individuals s'implementen com un sistema informàtic simple d'un sol xip, semblant a un rellotge i normalment utilitzant la mateixa tecnologia, produïda en massa.

## Temporitzador/analitzador automàtic

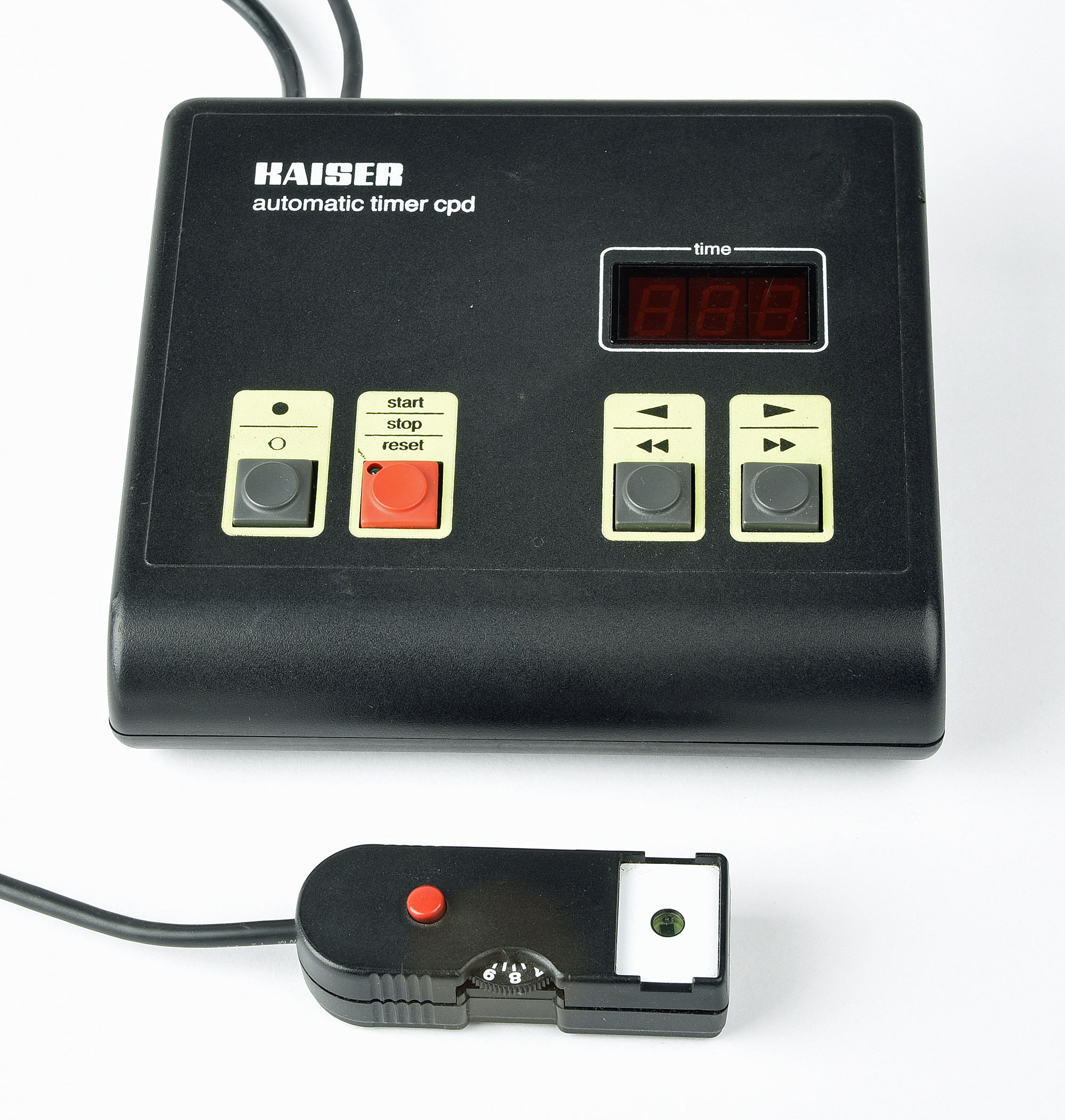
Analitzador electrònic

Hi ha un tipus de temporitzador automàtic fabricat per Kaiser, Philips, i altres que mitjançant un sensor fotoelèctric (com el de la foto o muntat dins del marc subjecta-fotos) regula el temps d'exposició segons la llum projectada per l'ampliadora, a través del negatiu, sobre el paper sensible, que, òbviament, és una magnitud inversament proporcional a la foscor del negatiu i a la seva distància al paper.
| « | Temporitzador d'ampliadora automàtic "Interruptor i exposímetre per a B/N i negatius de color i diapositives. Mesura selectiva o integral de l'exposició mitjançant un capçal de mesura independent amb un sensor òptic de silici i una lent convergent . Tres dígits, pantalla digital de color ambre . botó d'inici pantalla de preparació. pas del temps en el cicle del temps amb compte cap enrere fins a zero. Botó d'interrupció i represa del compte enrere del temps d'execució restant així com mesura de la refracció amb restabliment directe del temps. També es pot utilitzar com a temporitzador d'exposició manual amb fixació del temps desitjat mitjançant els botons de pujar/baixar. | » |

## Galeria

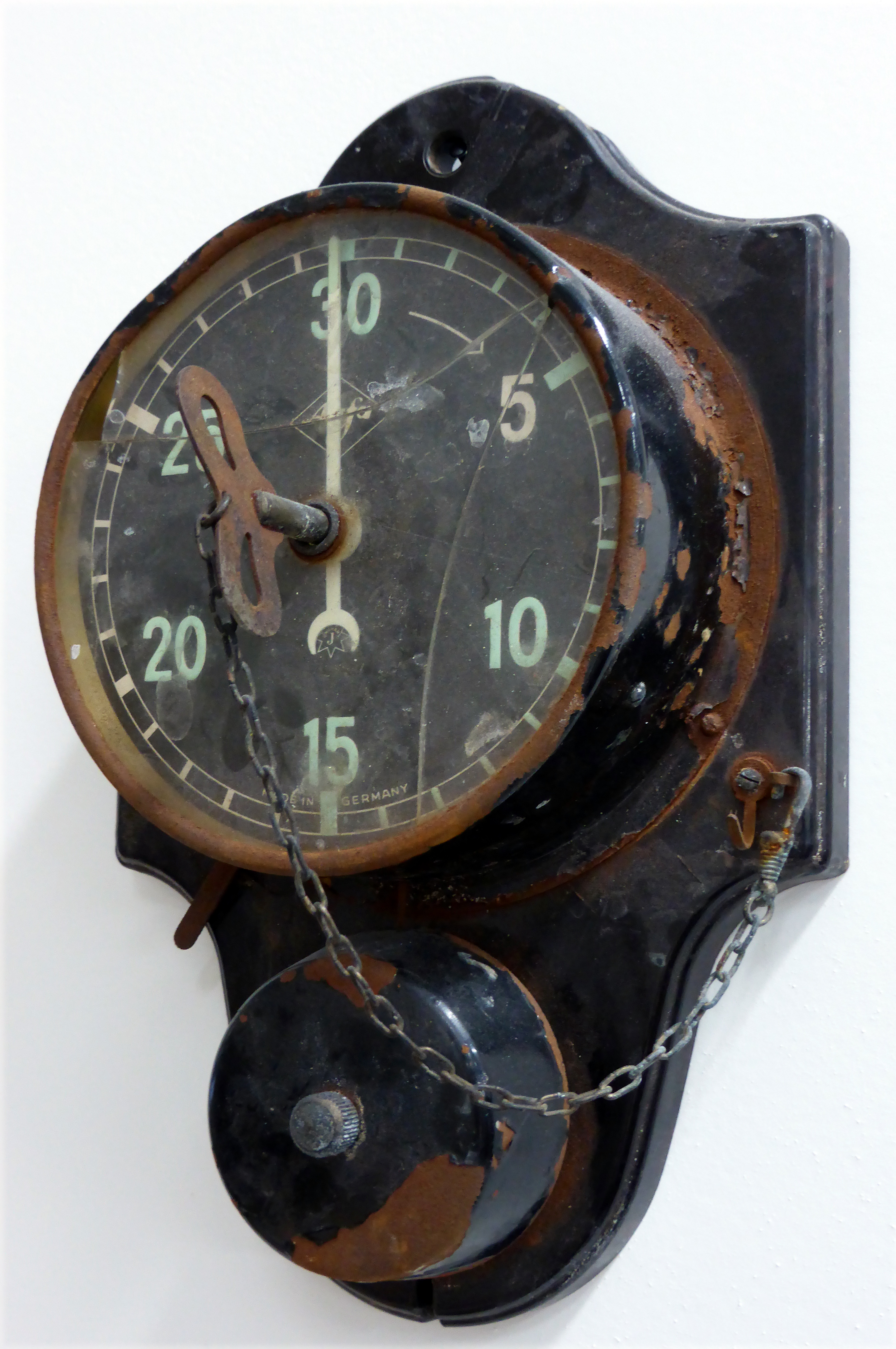
Agfa timer
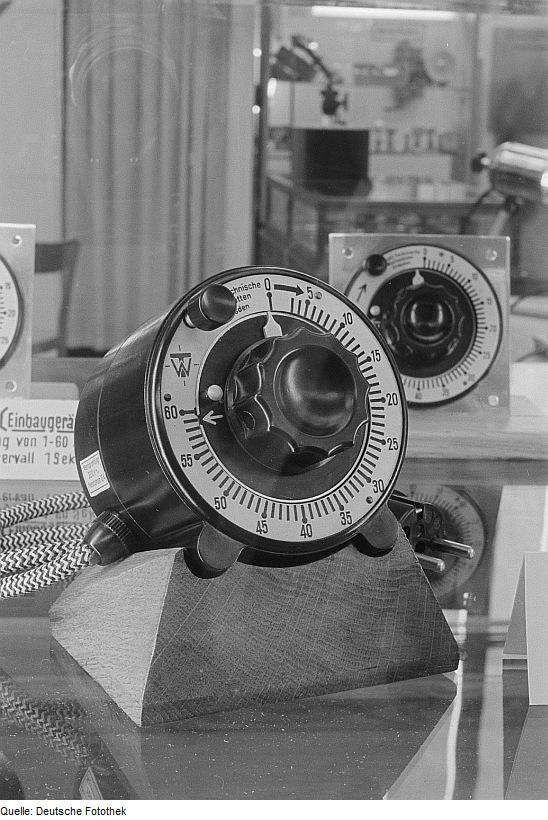
Fotothek Technische Werkstätten
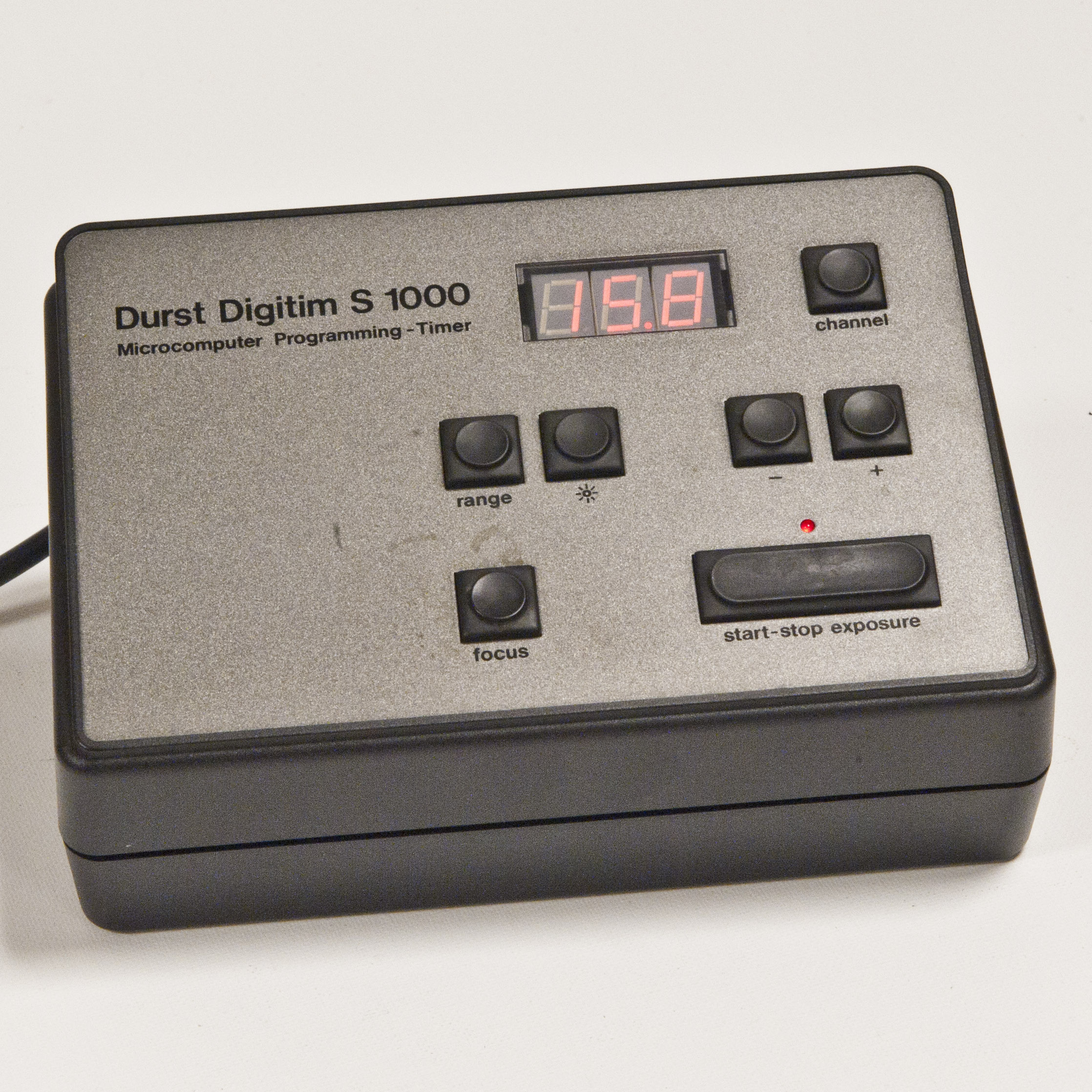
Durst-digitim
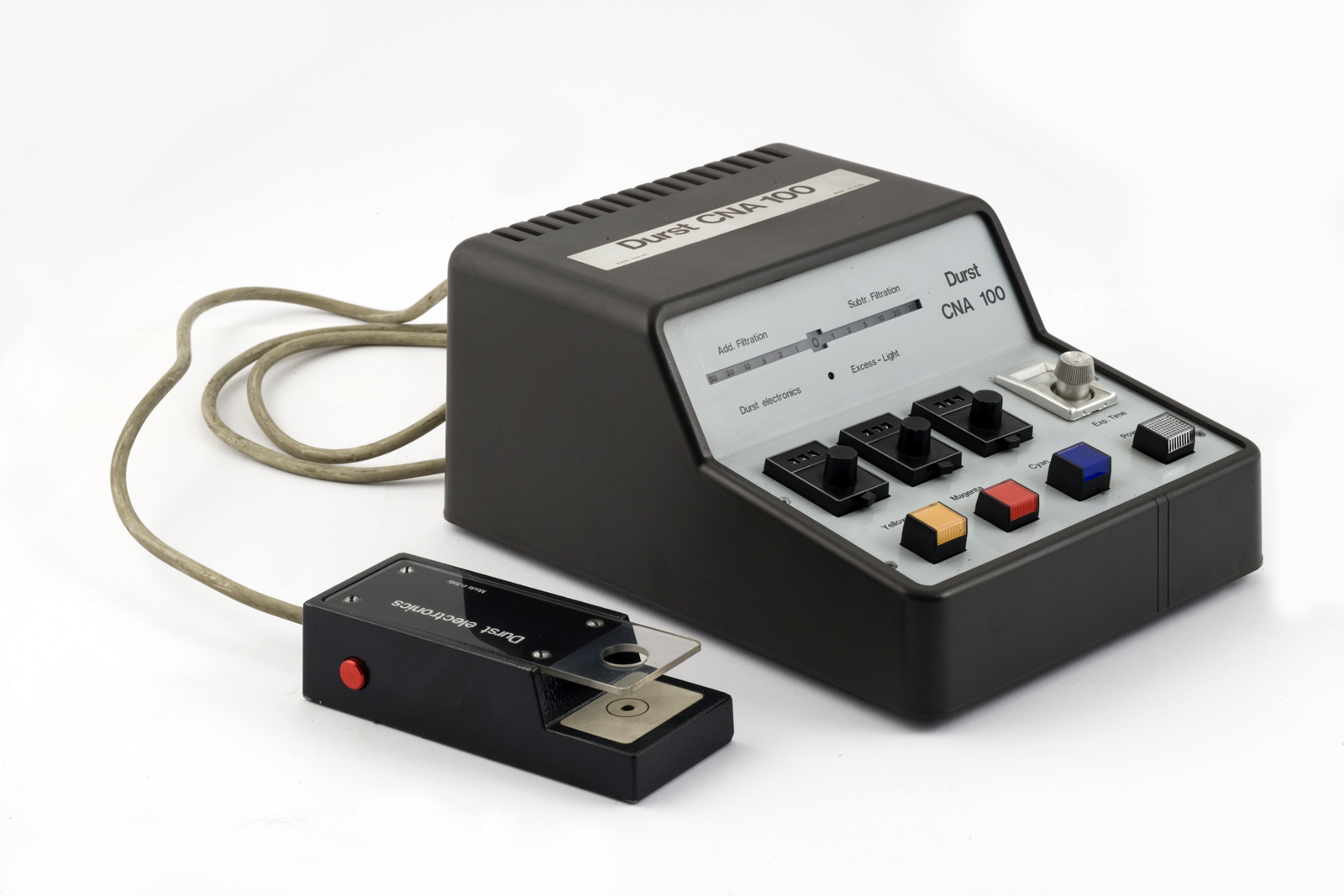
Timer-Analitzador electrònic